# Флеминг, Сэндфорд
Сэр Сэ́ндфорд Фле́минг (англ. Sandford Fleming; 7 января 1827 — 22 июля 1915) — инженер, создавший железнодорожную сеть Канады.
Благодаря ему мир стал поделён на часовые пояса. Эту идею выдвинул в 1869 году директор школы из Саратога Спрингс Чарльз Ф. Дауд, а сэр Сэндфорд Флеминг самым энергичным образом поддержал её. Он также является дизайнером первых канадских почтовых марок.